# Wannarat Channukul
Wannarat Channukul (Thai: วรรณรัตน์ ชาญนุกูล) (Nakhon Ratchasima, 8 maart 1949) is een Thaise arts en politicus. Hij is de leider van de politieke partij Chart Pattana Puea Pandin en Minister van Industrie in het kabinet van Abhisit Vejjajiva. 
Channukul studeerde geneeskunde aan de Chulalongkorn-universiteit, gegradueerd met een M.D., en rechten aan de Open Universiteit van Sukhothai, gegradueerd met een LL.B. Na zijn opleiding werkte hij als een dokter. In 1992 werd Wannarat geselecteerd voor een plaats in het parlement, waar hij de provincie Nakhon Ratchasima moest vertegenwoordigen. Vijf maal werd hij herkozen. Van 2004 tot 2007 hoorde hij bij de Thai Rak Thai, de partij van premier Thaksin Shinawatra, tot het moment dat de regering door het leger ten val werd gebracht en het constitutioneel hof de partij verbood. Channukul werd later Minister van Industrie in de regering van Somchai Wongsawat voor drie maanden, tot de kleine partijen de coalitie verbroken en Vejjajiva verkozen tot nieuwe premier. Toch bleef Channukul in de regering zitten. Voor de algemene verkiezingen van 2011 voegde Channuluk's partij (in het Engels de United National Development Party) zich samen met de Puea Pandin partij, om samen de nieuwe Chart Pattana Puea Pandin partij te vormen. Na de verkiezing van 2011 leidde Channukul de partij naar de coalitie samen met de succesvolle Pheu Thai partij en werd (wederom) gekozen tot Minister van Industrie op 9 augustus 2011, in het kabinet van premier Yingluck Shinawatra.
Channuluk verkreeg zowel de Orde van de Witte Olifant als de Orde van de Kroon van Siam.